# こんばんは21世紀
『こんばんは21世紀』（こんばんは にじゅういっせいき）は、安部公房作・構成のテレビドラマ。1964年（昭和39年）4月12日（日曜日）に東京12チャンネル（現：テレビ東京）開局記念番組として放映された。テレビ東京の社史、『テレビ東京史 20世紀の歩み』では、バラエティに区分されている。

## あらすじ
21世紀の機械化された法廷。裁判長、検事席に相当するところにはコンピューターとオッシログラフがあり、それらが発言すると波形が現われる。それと並んでスクリーンがあり、必要に応じて映像が現われる。傍聴席にはマンガの人間たち。突然、機械の検事が、われわれは人間を起訴する、人間はもういらなくなったと示す。それに憤ったフランキー堺が人間を弁護して断固、法廷で闘う。
原始時代の人間の諍いから、剣や大砲を発明した時代、原水爆時代に至るまでの歴史が流れる。検事は、人間が機械を発明したのではなくて、実は機械が人間を使って、進化発展したのだと主張し、わたしたちの先祖の「棒」は人間が機械を育てるのを待っていたのだと言う。検事と弁護人・フランキーは様々な応酬をする。
最後にフランキーは、「宇宙船も電子計算機も、孫の手や爪楊枝と同じように、人間の欲望の産物でもあるのです」「かつて人間が幾度か訪れた危機を、みずからを変えることによって、乗りこえてきたように、現在の電子計算機時代、コンピューター時代という危機をくぐり抜けるためには、新しい価値基準をつくりあげる以外に道はありません。それができない人間は、物語としてではなく、現実に機械の裁判を受け、有罪を宣告されるでありましょう……そして、それは、決して遠い未来のことなのではありません」と結ぶ。

## 登場人物
被告、弁護人、検事、原始人A、原始人B（女）、原始人C、証人（数学者）、証人（精神主義者）、特別弁護人、妻、夫、少女、歌手、TVドラマ要員

## スタッフ
- 作・構成：安部公房
- 脚本：柾木恭介
- 演出：若林一郎、田原総一朗
- 音楽：別宮貞雄
- 影絵：かゝし座

## キャスト
- 弁護人：フランキー堺
- 水島弘
- 証人（数学者）：観世栄夫
- 永田靖
- 特別弁護人：岡本太郎
- 鳳八千代
- 田中明夫
- 少女：加賀まりこ

他